# Forum (czasopismo)

Forum – polski dwutygodnik (do kwietnia 2013 tygodnik). Istniał w latach 1965–2023, zajmował się publikacją artykułów z prasy zagranicznej (m.in. „The Guardian”, „Izwiestija”, „Die Zeit”, „La Repubblica”, „Le Figaro”) przetłumaczonych na język polski. 

## Historia
Wydawcą „Forum” od 2001 roku była POLITYKA Sp. z o.o. S.K.A, wydająca również tygodnik „Polityka”. Redakcja czasopisma mieściła się w budynku siedziby wydawcy przy ul. Słupeckiej 6 w Warszawie.
W latach 1965–1971 redaktorem naczelnym „Forum” był Wiktor Lew Bardach (pseud. Jan Gerhard), w latach 2001–2015 Jacek Mojkowski, w latach 2015–2023 redaktorem naczelnym był Paweł Moskalewicz.
Postanowieniem prezydenta RP Aleksandra Kwaśniewskiego z 14 marca 2000 grupa dziennikarzy tygodnika została odznaczona odznaczeniami państwowymi za wybitne zasługi w pracy redakcyjnej w tygodniku „Forum” oraz za zasługi w pracy redakcyjnej w tygodniku „Forum”.
W 2023 roku wydawca ogłosił zamknięcie czasopisma. Ostatni numer ukazał się 8 września 2023 roku. Wydawca uzasadnił decyzję spadkiem sprzedaży prasy papierowej i coraz większymi kosztami druku.